# 이와노 요시키
이와노 요시키(岩野 吉樹, いわの よしき, 1980년 10월 12일 지바현 후나바시시 ~ )는 일본의 언론인이며 NHK 소속의 남성 아나운서이다.

## 생애
이와노 요시키(岩野 吉樹) 아나운서는 1980년 10월 12일 일본 지바현 후나바시시에서 태어났다. 그러다가 초등 3학년 때 도쿄도 에도가와구에서 후나바시 시로 이사를 했다. 그는 조치 대학 문학부 신문학과를 졸업을 했다.

## 에피소드
이와노(岩野) 아나운서는 초등학교 6학년 때 후나바시시의 어린이 기자를 담당했던 경험이 있다. 2014년 3월 당시 NHK 미토 방송국에서 계약직 캐스터로 활동했던 이시이 유카 아나운서와 결혼을 했다.

## 입사
대학 졸업 후 2004년에 NHK에 입사했다. 당시 입사 동기로는 스즈키 나오코, 이노우에 아사히, 타키가와 타케시, 하가 겐타로, 마츠무라 마사요, 모리모토 나미 아나운서이다. 그는 다른 아나운서들 보자 일찍 방송총국 급격인 NHK 히로시마 방송국에서 아나운서로써 시작을 했다.그는 입사 첫해때 주로 히로시마시를 비롯한 주코쿠 지방의 뉴스 진행을 했었다. 그러다가 NHK 돗토리 방송국으로 옮기면서도 주로 돗토리현 지방의 뉴스 진행을 했었다가 수도권 권역 방송국으로 옮겼다. NHK 미토 방송국과 NHK 고후 방송국에서 활동을 했었는데 특히 야마나시현을 관리하고 있는 NHK 고후 방송국에서는 2016년 6월 30일부터 2018년 3월 23일까지 NHK 고후 방송국에서 방영되고 있는 뉴스 카이도키를 진행했었다. 그러다가 2018년 3월 말 도쿄도에 NHK 방송 센터로 옮기면서 3년동안 있었다가 2021년 4월 봄 개편에 따라 NHK 센다이 방송국으로 옮기면서 2021년 3월 29일부터 NHK 센다이 방송국에 저녁 프로그램인 테라마사무네의 메인 진행을 맡고 있다.

## 사이트
- NHK 아나운서 룸・이와노 요시키
- NHK 센다이 방송국 아나운서 소개・이와노 요시키